# Pytanie na śniadanie
Pytanie na śniadanie, w skrócie PNŚ – polski magazyn poranny emitowany od 2 września 2002 na antenie TVP2 (od 7 czerwca 2010 także w TVP Polonia, a od 17 września 2019 także w TVP Wilno).
Do sierpnia 2019 szefową programu była Katarzyna Adamiak. Następnie to stanowisko objęła Aleksandra Zawłocka, w grudniu 2023 – Kinga Dobrzyńska, a w listopadzie 2024 – Barbara Dziedzic.

## Charakterystyka programu
Program ma charakter poradnikowy. W magazynie poruszane są sprawy życia codziennego. W każdym odcinku omawianych jest kilka tematów, o których dyskutują zaproszeni goście oraz specjaliści z różnych dziedzin. W audycji prezentowane są również występy muzyków, a za stały punkt programu uznaje się również kącik kulinarny.
Program nadawany jest na żywo ze studia TVP przy ul. Woronicza 17. Wśród pasm tematycznych są m.in. wydarzenia z życia gwiazd omawiane w cyklu pod nazwą Czerwony dywan.

## Prowadzący

### Gospodarze programu
| Obecni gospodarze programu i okres występowania (sierpień 2025) | Obecni gospodarze programu i okres występowania (sierpień 2025) |
| --------------------------------------------------------------- | --------------------------------------------------------------- |
| Katarzyna Dowbor (od 2024)                                      | Filip Antonowicz (od 2024)                                      |
| Anna Lewandowska (od 2025)                                      | Łukasz Kadziewicz (od 2025)                                     |
| Beata Tadla (od 2024)                                           | Robert El Gendy (od 2024)                                       |
| Krystyna Sokołowska (od 2024)                                   | Robert Stockinger (od 2024)                                     |
| Marzena Rogalska (2009–2021 od 2025)                            | Łukasz Nowicki (2010–2023 od 2024)                              |
| Marta Surnik (od 2025)                                          | Grzegorz Dobek (od 2025)                                        |

### Prezenterzy wspomagający
Reporterzy
- Katarzyna Burzyńska-Sychowicz,
- Grzegorz Dobek,
- Aleksandra Grysz,
- Mateusz Jarecki,
- Karol Kosiorowski,
- Anna Lewandowska,
- Dominika Matuszak,
- Mirosław Riedel,
- Arkadiusz Skarbowski,
- Anna Soporek,
- Marta Surnik.

Prowadzący serwis informacyjny TVP INFO
- Bartosz Cebeńko,
- Bryan Kasprzyk,
- Piotr Jędrzejek,
- Aleksandra Kostrzewska,
- Sandra Meunier,
- Rafał Miżejewski,
- Justyna Śliwowska-Mróz,
- Wioleta Wramba,
- Wojciech Zawioła.

Prezenterzy pogody
- Agnieszka Dziekan,
- Aleksandra Kostka,
- Paulina Koziejowska,
- Magdalena Pecka,
- Ziemowit Pędziwiatr.

### Byli prowadzący
Gospodarze
- Włodzimierz Szaranowicz (2002–2009)[15],
- Dorota Wellman (2002–2007),
- Iwona Kubicz (2002–2006),
- Agata Młynarska (2002–2006),
- Maciej Dowbor (2002–2005),
- Tadeusz Sznuk (2002–2005),
- Grażyna Bukowska (2002–2004),
- Robert Samot (2002–2003),
- Piotr Gembarowski (2003–2004),
- Marcin Prokop (2004–2007),
- Dariusz Szpakowski (2004–2007),
- Anna Popek (2004–2016, 2023)[16][17],
- Roman Czejarek (2004–2006, 2010–2011)[18][19],
- Katarzyna Nazarewicz (2005–2007),
- Tomasz Raczek (2006–2007),
- Przemysław Babiarz (2007)[20],
- Maciej Kurzajewski (2009–2011, 2020–2024)[19][21][22],
- Maciej Kraszewski (2009–2010)[10][18],
- Jan Pospieszalski (2009)[23][15],
- Michał Olszański (2002–2019)[24],
- Tomasz Kammel (2008–2009, 2011–2023)[25],
- Jolanta Fajkowska (2006–2008)[26],
- Katarzyna Obara (2005–2008)[26],
- Ewelina Kopic (2007–2008),
- Rafał Patyra (2007–2012),
- Marta Kielczyk (2007, 2012),
- Michał Gulewicz (2007),
- Paulina Młynarska (2007)[27],
- Rafał Olbrychski (2007)[28],
- Beata Sadowska (2007–2012)[29],
- Odeta Moro (2007–2009)[23],
- Jarosław Kret (2008–2011),
- Artur Orzech (2008)[30],
- Tomasz Kin (2009–2013),
- Dariusz Bugalski (2009–2010),
- Paulina Smaszcz (2009–2010)[31][32],
- Magdalena Stużyńska (2010–2013),
- Wojciech Jagielski (2010–2012)[33][34],
- Marzena Kawa (2010–2012),
- Dorota Szelągowska (2010–2012),
- Agnieszka Szulim (2010–2012)[35][29],
- Robert Kantereit (2010–2011),
- Jarosław Budnik (2010)[18][33],
- Olimpia Ajakaiye (2011)[36],
- Katarzyna Janowska (2011)[19],
- Kamil Dąbrowa (2011)[19],
- Mikołaj Lizut (2011)[37],
- Karolina Rogozińska (2011)[37],
- Kazimiera Szczuka (2011)[19],
- Grażyna Torbicka (2011–2012)[19],
- Iwona Radziszewska (2012, 2013–2015)[38],
- Hubert Urbański (2012)[39][34],
- Urszula Chincz (2012–2014)[34][40],
- Jacek Rozenek (2013–2014)[41][40],
- Monika Richardson (2013–2019)[42][43],
- Zbigniew Zamachowski (2013)[42][44],
- Tomasz Wolny (2013–2023)[44],
- Marcelina Zawadzka (2015–2020)[45][46],
- Aleksandra Kostrzewska (2016–2017)[47],
- Joanna Racewicz (2016–2018)[48][49],
- Tamara Gonzalez Perea (2018–2020)[50][21],
- Ida Nowakowska (2019–2023)[51][52],
- Małgorzata Tomaszewska (2019–2024)[53],
- Aleksander Sikora (2019–2024)[53],
- Małgorzata Opczowska-Łęska (2020–2023)[54][52],
- Katarzyna Cichopek (2020–2024)[21][22],
- Izabella Krzan (2021–2024)[2],
- Robert Rozmus (2023)[55],
- Robert Koszucki (2023–2024)[56],
- Aleksandra Kostka (2012–2014),
- Klaudia Carlos (2024)[57],
- Piotr Wojdyło (2024)[58],
- Katarzyna Pakosińska (2024–2025)[58],
- Tomasz Tylicki (2024–2025)[7],
- Joanna Górska (2024–2025)[59].

Prezenterzy wspomagający, prezenterzy pogody oraz gospodarze cykli
- Agnieszka Jastrzębska[32],
- Michał Paciorkowski (2010–)[32],
- Hanna Lis (2012)[60],
- Ewa Wanat (2012–2013)[60][61],
- Izabella Miko (2012)[34],
- Paulina Drażba (2007–2013)[62],
- Magda Krupa (2013)[63],
- Sandra Zakrzewska (2016)[64],
- Ewa Chodakowska (2018)[65],
- Jarosław Jakimowicz (2019–2023)[66][67],
- Blanka Tichoruk (2022–2024),
- Krzysztof Rześniowiecki[68],
- Mateusz Szymkowiak (2011–2024).

## Krytyka
Komisja Etyki TVP S.A. stwierdziła, że zostały naruszone Zasady etyki dziennikarskiej w wydaniach programu z 19 listopada 2008 oraz w wydaniu z 8 października 2009.
Podczas sztuki cyrkowej demonstrowanej 2 lipca 2016 iluzjonista Marcin Połoniewicz ps. „Pan Ząbek” nadział dłoń Marzeny Rogalskiej na gwóźdź, wskutek czego prezenterka trafiła do szpitala. O zdarzeniu napisały zagraniczne gazety i portale, a niektóre polskie portale internetowe zaczęły podawać w wątpliwość prawdziwość całej sytuacji, twierdząc, że była wyreżyserowana – zaprzeczyli temu jednak zarówno dziennikarka, jak i magik. Łukasz Nowicki w jednym z wydań Pytania na śniadanie odczytał oświadczenie Telewizji Polskiej, która domagała się od iluzjonisty przeprosin i zaprzestania wszelkich wypowiedzi na temat incydentu.